# مریخ ۵

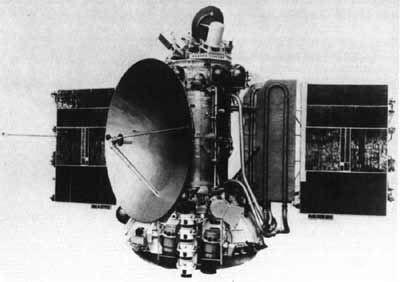
فضاپیمای مریخ ۵

مریخ ۵ (روسی: Марс-۵) که با نام 3MS No.53S نیز شناخته می‌شود، یک فضاپیمای شوروی بود که برای کاوش مریخ به فضا پرتاب شد. یک فضاپیمای 3MS که به عنوان بخشی از برنامه مریخ پرتاب شد، این فضاپیما در سال ۱۹۷۴ با موفقیت وارد مدار مریخ شد. با این حال، چند هفته بعد در پیشرفت مأموریت‌هایش با شکست مواجه شد.

## فضاپیما
فضاپیمای مریخ ۵ مجموعه ای از ابزارها را برای مطالعه مریخ حمل می‌کرد. علاوه بر دوربین‌ها، مجهز به تلسکوپ رادیویی، رادیومتر مادون قرمز، نورسنج‌های متعدد، پلاریمتر، مغناطیس‌سنج، تله‌های پلاسما، آنالایزر الکترواستاتیک، طیف‌سنج پرتو گاما و کاوشگر رادیویی بود. این سه دوربین یک وگا ۵۲ میلیمتری، یک زلفار ۳۵۰ میلیمتر و یک دوربین پانوراما بودند.